# La fabbrica dei mostri
La fabbrica dei mostri (Creepy Crawlers) è una serie televisiva a cartoni animati basata sui giocattoli Mattel. La serie è stata trasmessa per la prima volta in Italia dal 19 settembre 1996 su Canale 5.
La proprietà della serie è passata alla Disney nel 2001, quando la Disney ha acquisito Fox Kids Worldwide, che include anche Saban Entertainment.
La sigla è stata scritta da Alessandra Valeri Manera e Silvio Amato ed interpretata da Marco Destro con la partecipazione del Coro dei Piccoli Cantori di Milano: essa inizia con il cuculo della canzone Non m'annoio di Jovanotti.

## Trama
La storia parla di Chris Carter, un ragazzo amante della magia che lavora al Magic Shop del Professor Occhioduro. La storia ha inizio quando Chris inventa la Macchina della Magia (The Magic Maker), all'apparenza non funzionante, fin quando non viene colpita da un fascio di energia generato da un allineamento di pianeti che non avveniva da mille anni. Da quel fatidico momento la Macchina della Magia riesce a generare strane creature, buone o malvagie. La prima sera la macchina genera Johnny Watt, Tuttotondo e Centonodi, tre essere pacifici che si schierarono dalla parte di Chris, seguiti più in là nella serie da Verde Molla e Commantis. Il professor Occhioduro riesce ad impossessarsi della macchina e tramite i suoi poteri fonda "La banda del crimine": in ogni puntata il perfido professor Occhioduro crea dei mostri terrificanti per dominare il pianeta, ma i nostri eroi riescono sempre a sventare ogni suo tentativo e salvare la città. A metà della serie gli appartenenti alla "Famiglia del raggio verde" otterranno tutti un upgrade.

## Personaggi principali

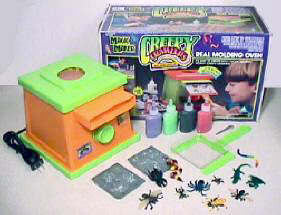
Il gioco da cui è ispirata la serie

### Famiglia del raggio verde(Goop-mandos)
- Chris Carter - Il protagonista della serie, amante della magia, creatore della Macchina della Magia. Doppiato da Patrizio Prata.
- Centonodi (Hocus Locust) - Il burlone del gruppo; basato su una locusta, è stato creato da delle corde, il suo corpo è completamente avvolto nelle corde che usa come arma; dopo l'upgrade esse diventeranno dure come il nylon e molto taglienti. Doppiato da Marco Balzarotti.
- Tuttotondo (T-3, abbreviazione di Tick Trick Tick) - Il bonaccione del gruppo; basato su una zecca, è stato creato da un mazzo di carte. È il più forte fisicamente di tutti, dalle braccia spara dardi che hanno la forma dei semi delle carte. Sulla sua spalla si nasconde un piccolo amico, T-Flea, basato su una pulce. Dopo l'upgrade ha 4 teste ed è molto più forte. Doppiato da Tony Fuochi.
- Johnny Watt (Volt Jolt) - Creato da una lampadina, è basato su una lucciola. Ha poteri elettrici, può condurre elettricità e porta con sé degli occhiali a forma di fulmine. Doppiato da Gianluca Iacono.
- Verde Molla (Sting Ring) - Creato dopo che degli anelli sono casualmente caduti nella Macchina della Magia, è basato su una vespa. All'inizio si pensava fosse un cattivo. Ha il potere di lanciare anelli che possono imprigionare o tagliare. Riesce anche a volare. Dopo l'upgrade i suoi anelli possono esplodere ed avere altre utilità. Doppiato da Andrea De Nisco.
- Commantis (Commantis) - Creato casualmente da Mr. Osso, che fa cadere dei film sui samurai nella Macchina della Magia, è basato sulla mantide religiosa. Commantis è nobile come un samurai e porta due katane sulla sua schiena, può usare anche la sua voce come un'arma. Dopo l'upgrade è in grado di fondersi con l'ambiente circostante. Doppiato da Stefano Albertini.
- Sandy - L'amica di Chris, una ragazza col carattere da maschiaccio e molto coraggiosa. Doppiata da Marina Thovez.
- Tuttomondo (T-4) - Creato nella seconda stagione dal Professor Occhioduro nel tentativo di copiare T-3, risulta poi essere anch'egli positivo. Ha quattro teste ma è meno intelligente di T-3.
- Occhi di fuoco (Fire Eyes) - Creato con dei peperoncini, peperoni, salsa piccante e varie altre cose calde, è basato anch'egli su una lucciola, la sua creazione è nata per contribuire a combattere un mostro di ghiaccio creato dal professor Occhioduro per congelare la città, essendo in grado di sparare raggi di calore dagli occhi.

### Le banda del crimine
- Professor Occhioduro (Professor Googengrime) - È uno scienziato pazzo e maligno, nonché il principale antagonista della serie. Doppiato da Maurizio Scattorin.
- Mr. Osso (Spooky Goopy) - Lo scagnozzo di Occhioduro, una specie di scheletro verde con una chiave nel buco nello stomaco e delle manette al posto delle mani. Doppiato da Daniele Demma.
- Cappello (Top Hat) - Il cappello a cilindro di Mr. Osso, non riesce mai a stare zitto. Doppiato da Oliviero Corbetta.
- Squirminator (Squirminator) - Un mostro a forma di verme, la cui coda è a forma di mazza, in grado di moltiplicarsi.
- Ape Tonante (Grumble Bee) - Un'ape gigantesca quanto forte.
- Scarafaggio (Shockaroach) - Uno scarafaggio rosso dalla bocca larga.
- Due facce (2-Ugly) - Un mostro con una lingua per testa e una maschera per faccia.
- Bugzilla (Bugzilla)- Gigantesca Mantide nera, che spara raggi laser dagli occhi.
- Mostro di ghiaccio (Ice Scream) - Mostro di ghiaccio creato per congelare la città.

### Altri personaggi
- Colonnello Kaboom - Devoto colonnello americano che al minimo pericolo ricorre a jeep, aerei, missili e quant'altro. Doppiato da Enrico Bertorelli.
- Tom Lockjaw - Giornalista di canale 27. Doppiato da Gianfranco Gamba.
- Todd Carter - Fratellastro di Chris.

## Doppiaggio
| Personaggio      | Doppiatore originale | Doppiatore italiano |
| ---------------- | -------------------- | ------------------- |
| Prof. Occhioduro | Stanley Gurd Jr.     | Maurizio Scattorin  |
| Chris            | Steve Bulen          | Patrizio Prata      |
| Johnny Watt      | Reed Waxman          | Gianluca Iacono     |
| Mr. Osso         | Jonny K. Lamb        | Daniele Demma       |
| Cappello         | Anthony Mordy        | Oliviero Corbetta   |
| Sandy            | Melody Lee           | Marina Thovez       |
| Tom              | Tyrone Week          | Gianfranco Gamba    |
| Kaboom           | O.R. Yarbles         | Enrico Bertorelli   |
| Centonodi        | Cam Clarke           | Marco Balzarotti    |
| Tuttotondo       | Frank Welker         | Tony Fuochi         |
| Verdemolla       | Tyrone Week          | Andrea De Nisco     |
| Commantis        | Cam Clarke           | Stefano Albertini   |

## Lista episodi

### Stagione 1
1. La notte del raggio verde (The Night Of The Creepy Crawlers)
2. Super fiocchi alla glassa (Sugar Frosted Crawlers)
3. Chi ha paura delle api? (Who's Afraid Of Bees?)
4. Il mostro sdoppiabile (Chris Explains It All)
5. La gara canora (Power Play)
6. La sparizione (Vanishing Act)
7. Uno strano fratello (One Creepy Brother)
8. I Was A Teenage Crawler
9. Mauler Amuck
10. Il glob (The Glob)
11. Tutte le strade portano in Cina (All The Way To China)[5]
12. Doppio guaio (Double Trouble)
13. L'attacco di Occhiodoro (Attack Of the Fifty Foot Googengrime)[6]
14. Il ritorno della banda del crimine (Return Of The Crime Grimes)[7]

### Stagione 2
1. La nascita del super liquido verde (Dawn Of The Super Goop)[8]
2. Deja Goop
3. L'insensibile scheletro d'acciaio (A Real Numb Skrull)[9]
4. Un campeggio da incubo (Camp Nightmare)[10]
5. Bugzilla
6. T-4-2
7. Cold Snap
8. Revenge Of The Mutant Stink Bugs
9. The Incredible Shrinking Creepy Crawlers